# 328 (szám)
A 328 (római számmal: CCCXXVIII) egy természetes szám.

## A szám a matematikában
A tízes számrendszerbeli 328-as a kettes számrendszerben 101001000, a nyolcas számrendszerben 510, a tizenhatos számrendszerben 148 alakban írható fel.
A 328 páros szám, összetett szám, kanonikus alakban a 23 · 411 szorzattal, normálalakban a 3,28 · 102 szorzattal írható fel. Nyolc osztója van a természetes számok halmazán, ezek növekvő sorrendben: 1, 2, 4, 8, 41, 82, 164 és 328.
Az első 15 prímszám összegével egyenlő: 2 + 3 + 5 + 7 + 11 + 13 + 17 + 19 + 23 + 29 + 31 + 37 + 41 + 43 + 47 = 328
A 328 négyzete 107 584, köbe 35 287 552, négyzetgyöke 18,11077, köbgyöke 6,89643, reciproka 0,0030488. A 328 egység sugarú kör kerülete 2060,88478 egység, területe 337 985,10404 területegység; a 328 egység sugarú gömb térfogata 147 812 152,2 térfogategység.